# Damarchus
Damarchus is een spinnengeslacht in de taxonomische indeling van de bruine klapdeurspinnen (Nemesiidae).
Damarchus werd in 1891 beschreven door Thorell.

## Soorten
Damarchus omvat de volgende soorten:
- Damarchus assamensis Hirst, 1909
- Damarchus bifidus Gravely, 1935
- Damarchus cavernicola Abraham, 1924
- Damarchus dao Schwendinger & Hongpadharakiree, 2023
- Damarchus lanna Schwendinger & Hongpadharakiree, 2023
- Damarchus montanus (Thorell, 1890)
- Damarchus oatesi Thorell, 1895
- Damarchus pylorus Schwendinger & Hongpadharakiree, 2023
- Damarchus workmani Thorell, 1891